# Ronald Victor Courtenay Bodley

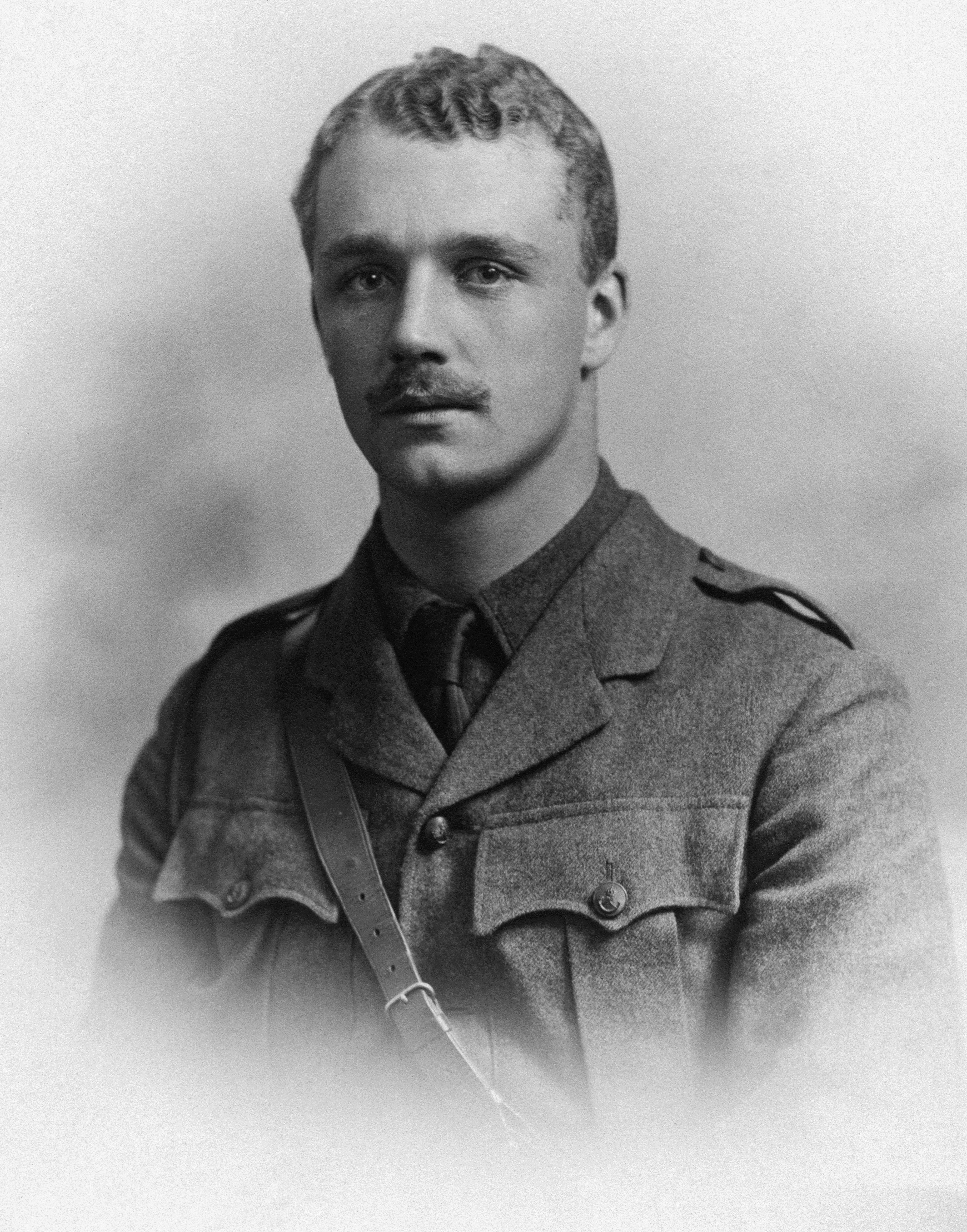
R. V. C. Bodley, ca. 1914.

Ronald Victor Courtenay Bodley, MC (* 3. März 1892 in Paris, Frankreich; † 26. Mai 1970 in Bramley, Surrey, England; arabisch بودلي) war ein British-Army-Offizier, Schriftsteller und Journalist. Er wurde in Paris geboren und lebte in Frankreich bis zu seinem neunte Lebensjahr, bevor er das Eton College und anschließend die Royal Military Academy Sandhurst besuchte. Er wurde in das King’s Royal Rifle Corps übernommen und diente darin im Ersten Weltkrieg. Nach dem Krieg verbrachte er sieben Jahre in der Sahara und bereiste danach Asien. Er verfasste mehrere Reiseberichte und galt als der profilierteste britische Schriftsteller über die Sahara und als eine der Hauptquellen in Europa über das Japanische Südseemandat.
Bodley ging 1935 in die USA, wo er als Drehbuchautor arbeitete. Am Beginn des Zweiten Weltkrieges kehrte er in die British Army zurück und ging nach Paris um für das Ministry of Information. Später immigrierte er in die USA, wo er wiederum als Schriftsteller arbeitete, sowie als Berater des United States Office of War Information.

## Leben

### Jugend bis zum Ersten Weltkrieg
Bodley wurde am 3. März 1892 in Paris geboren. Sein Vater war der Beamte und Schriftsteller John Edward Courtenay Bodley und seine Mutter Evelyn Frances Bodley (geborene Bell). Er war der älteste von drei Kindern; sein Bruder Josselin und die Schwester Ava wurden 1893 und 1896 geboren. Die Eltern ließen sich 1908 scheiden. Bodley war ein Nachfahre von Sir Thomas Bodley, dem Gründer der Bodleian Library und durch seine Mutter ein Cousin von Gertrude Bell, einer Schriftstellerin und Archäologin, die dabei half die Haschimiten als Dynastie zu etablieren. Sein Großvater besaß einen Türkischen Palast in Algier, den Bodley als Kind oft besuchte.
Bodley wurde an einem Lycée in Paris erzogen, bevor er ans Eton College gesandt wurde und danach auf das Royal Military College. Bodley interessierte sich für die Schriftstellerei und verfasste Gedichte in Eton und für ein Kadetten-Magazin in Sandhurst. Nach dem Abschluss wurde er im September 1911 in das King’s Royal Rifle Corps als Second Lieutenant aufgenommen. Er diente drei Jahre lang in einem Regiment in Britisch-Indien (British Raj), wo er begann zu schreiben und Theaterstücke aufzuführen. Sein kommandierender Offizier bemerkte einmal: „Die Stücke sind amüsant. Du bist eine Bereicherung für das Regiment und alle, aber bist du zur Armee gegangen um ein Soldat oder ein Kommödiant zu werden?“ Kurz darauf brach der Erste Weltkrieg aus und Bodley wurde für vier Jahre an die Western Front versetzt. Er wurde mehrmals verwundet, auch von Giftgas. Mit 26 Jahren errang er den Rang eines Lieutenant Colonel und wurde Kommandant eines Bataillons. Dann wurde er am 15. August 1918 zum assistierenden Militärattaché ernannt und nach Paris entsandt. Er nahm an der Pariser Friedenskonferenz 1919 teil. Was er dort miterlebte, hinterließ bei ihm das Gefühl, dass er und Millionen andere Soldaten für nichts gekämpft hatten; er schrieb später, dass „egoistische Politiker die Grundlage für den Zweiten Weltkrieg legten – jedes Land schnappte so viel wie möglich für sich selbst, nationale Gegnerschaften wurden geschaffen und geheime Intrigen aufgefrischt.“ Desillusioniert vom Militär zog Bodley eine politische Karriere in Betracht. Darin wurde er von David Lloyd George bestärkt.
Gertrude Bell machte Bodley jedoch mit T. E. Lawrence bekannt. Bodley traf Lawrence am Rande der Friedenskonferenz und erzählte ihm von seinem Plan, in die Politik zu gehen. Lawrence wurde rasend und nannte ihn einen „moron and a traitor“ (Trottel und Verräter). Als er darauf zur Antwort gab, er habe keine andere Perspektive, nachdem der Krieg zu Ende sei und fragte, was er denn tun solle, antwortete Lawrence „Go live with the Arabs“ (Geh, lebe mit den Arabern.) Bodley bekannte, dass seine Unterhaltung mit Lawrence, die „weniger als 200 Sekunden dauerte“ (lasted less than 200 seconds), sich als lebensverändernd erwies. Sofort regelte er seine Angelegenheiten und mit einer Barschaft von £300 und ohne Aussicht auf weitere Einkommen zog er zum Leben in die Sahara. Seine verwunderten Freunde gaben noch eine Abschiedsparty. Sie stimmten darin überein, dass er wahrscheinlich innerhalb von sechs Wochen zurückkommen werde. Er blieb jedoch für sieben Jahre in der Sahara.

### Reisen durch die Sahara und durch Asien
Bodley verbrachte sieben Jahre in der Sahara bei einem nomadisierenden Beduinenstammes. Er erwarb eine Herde Schafe und Ziegen. Dann stellte er 10 Hirten für seine Herde an und machte einen Gewinn von 120 %. Er kleidete sich nach einheimischer Sitte, sprach Arabisch und praktizierte die muslimischen Glaubensregeln. Vor allem verzichtete er auf Alkohol, auch nach dem Aufenthalt in der Sahara blieb er abstinent. Er verließ den Stamm auf Anweisung des Stammesführers, der ihm bedeutete, dass es keinen Sinn habe, weiter vorzutäuschen ein Araber zu sein. 1927 veröffentlichte er das Buch Algeria from Within (Algerien von Innen), nachdem ihn der Verleger Michael Joseph dazu ermutigt hatte. Das Buch basiert auf seinen Erfahrungen in Französisch-Algerien. Der Erfolg des Buches überstieg seine Erwartungen bei weitem, woraufhin Bodley das Schreiben zum Beruf machte. Sein erster Roman, Yasmina, wurde noch im selben Jahr veröffentlicht; er verkaufte sich gut und wurde nachgedruckt. Der nächste Roman, Opal Fire, war jedoch wieder ein kommerzieller Fehlschlag. Bodley schätzte seine Zeit in der Sahara als „die friedlichsten und zufriedensten Jahre“ seines Lebens. Bodley galt als der einer der bedeutendsten britischen Schriftsteller zur Sahara.
„Einer der stärksten Eindrücke, den ich hatte, als ich mit den Arabern lebte, war die 'All-täglichkeit' Gottes. Er bestimmte ihr Essen, ihr Reisen, ihre Geschäfte, ihr Lieben. Er war ihr stündlicher Gedanke, ihr engster Freund, auf eine Art, die unmöglich ist für Menschen, deren Gott von ihnen durch Riten und formellen Gottesdienst getrennt ist.“
Nach der Zeit in der Sahara verbrachte Bodley drei Monate in Java auf einer Tee-Plantage, bevor er nach China und Japan weiterreiste. Der Erfolg von Algeria from Within ermöglichte ihm, in Asien als Journalist Arbeit zu finden. Er wurde Auslands-Korrespondent für The Sphere in London und des australischen The Advertiser. Bodley war einer der wenigen Westler, der in den 1930ern Zugang zu den Gebieten des Japanischen Südseemandats erhielt und wurde zu einer der Hauptquellen über die Ereignisse in diesen Gebieten. Das Japanische Südseemandat bestand aus Inseln des Nordpazifik, die zum Deutschen Kolonialreich gehört hatten und während des Ersten Weltkriegs von Japan besetzt worden waren. Japan verwaltete die Inseln unter einem Mandat des Völkerbunds. Wie andere Europäer, die die Region besuchten, berichtete er, dass es keine Indizien dafür gab, dass Japan die Region militarisierte. Bodleys Reise war vom japanischen Außenministerium „sorgfältig choreographiert“ worden. Bodley schrieb über seine Erfahrungen in seinem Buch von 1934 The Drama in the Pacific. Er berichtet, dass er fast jede Insel besucht habe und nichts getan wurde um Marine-Basen zu errichten Mark Peattie verteidigt in seinem Buch Nan'yo: the Rise and Fall of the Japanese in Micronesia, 1885–1945 (1998) Bodley. Er beschreibt, wie komplex die Militarisierung des Gebiets vonstattenging. Die Fehleinschätzung hatte nichts mit Naivität zu tun. Bodley war auch Passagier auf dem Schiff Shizuoka Maru, als dieses auf einem Riff nördlich von Yap im April 1933 auflief und sank.
Danach wurde Bodley ein Job als Englisch-Dozent an der Keiō-Universität angeboten, und er unterrichtete neun Monate lang. Seine Erfahrungen veröffentlichte er 1933 in dem Buch A Japanese Omelette. Bodley und Professor Eishiro Hori erstellten umfangreiche Anmerkungen zu der japanischen Schulbuchversion von Round the Red Lamp von Arthur Conan Doyle, und 1935 veröffentlichte Bodley eine Biographie von Tōgō Heihachirō.

### In Amerika
1935 wanderte Bodley in die Vereinigten Staaten ein um als Drehbuchautor zu arbeiten. Er reiste von Japan an Bord der Chichibu Maru. Im Oktober 1936 wurde Bodley von Charlie Chaplin angestellt. Er sollte den Roman Regency von David Leslie Murray für einen Film adaptieren. Es war das erste Mal, dass Chaplin jemanden zum Verfassen eines Drehbuchs anstellte. Vorher hatte er die Drehbücher selbst verfasst. Bodley vollendete einen Entwurf bis Januar 1937, und fertigte eine Endversion bis zum März aus, aber Chaplin verwarf das Drehbuch im Mai wieder für ein anderes Projekt, an dem er arbeitete. Bodley arbeitete auch an dem Drehbuch für den Film Der Lausbub aus Amerika (A Yank at Oxford) (1938). In den Vereinigten Staaten war Bodley für seine Freunde als „Ronnie“ bekannt und wurde in der Presse oft als Bodley of Arabia bezeichnet.
Zu Beginn des Zweiten Weltkrieges schloss sich Bodley sofort wieder dem King’s Royal Rifle Corps an und erhielt den Rang eines Majors. Man betrachtete ihn als zu alt für den aktiven Dienst und setzte ihn für das Ministry of Information in Paris ein, so erlebte er den Einmarsch der Deutschen in Paris im Mai 1940. Er schreibt in The Soundless Sahara, dass er nach dem Fall von Paris hinter den deutschen Linien gearbeitet habe, bis er von der Gestapo verdächtigt wurde und dann über die Pyrenäen zu Fuß flüchtete. Ein biographischer Artikel von William Snell von der Keio-Universität erwähnt allerdings weder dieses Werk, noch seine Flucht, sondern behauptet, dass er sich bei seiner Mutter und seinem Stiefvater bei Bayonne aufhielt. Snell schreibt, dass er mit drei weiteren Briten per Auto nach Spanien flüchtete, nachdem sich Mutter und Stiefvater weigerten, das Land zu verlassen. Ein Freund von Bodley bei der britischen Botschaft in Madrid habe ihnen geholfen. Snell behauptet, dass Bodley teilweise zu dramatischen Ausschmückungen neigte. Bodley kehrte über Portugal in die Vereinigten Staaten zurück. Nach seiner Rückkehr konzentrierte er sich auf seine Schriftstellerei und auf Vorlesungstätigkeiten. Bodley zog sich oft komplett zurück um seine Bücher zu schreiben und verbrachte bis zu zehn Wochen in völliger Isolation. Mehrere seiner Bücher verfasste er in York Harbor (Maine). Bodley reiste zu Vorträgen regelmäßig durch die Vereinigten Staaten.
Nachdem er das Alter zur Pensionierung erreicht hatte, war er seit dem 3. März 1943 kein Mitglied der British Army mehr, obwohl er sich selbst noch of als Major oder Colonel bezeichnete. 1944 erhielt er die amerikanische Staatsbürgerschaft und wurde Advisor für das Arabic Desk des United States Office of War Information.
1944 veröffentlichte Bodley Wind in the Sahara. 1949 wurde das Buch bereits in der siebten Edition herausgegeben und war in acht Sprachen übersetzt. 1945 verfasste er den satirischen Roman The Gay Deserters, der durch seine Flucht vor der deutschen Armee inspiriert war, jedoch nicht gut aufgenommen wurde. Robert Pick (Saturday Review) schrieb: „Es ist in keiner Weise humorvoll.“ Bodley gab später zu, dass sein Talent als Schriftsteller im Genre der „non-fiction“ läge, von den vielen Romanen und Stücken, die er geschrieben habe, seien nur vier verlegt worden und alle hätten keine Leserschaft gefunden. Er verfasste einen Essay I Lived in the Garden of Allah, der in Dale Carnegies Do-it-yourself-Buch How to Stop Worrying and Start Living abgedruckt wurde. 1953 verfasste er The Warrior Saint, eine Biographie über Charles de Foucauld. John Cogley (The New York Times) lobte, Bodley habe eine „saubere, poetische und schlicht bewundernde Zusammenfassung“ von Foucaulds Leben verfasst. 1955 verfasste Bodley das teils autobiographische In Search of Serenity, das von verschiedenen Seiten positiv aufgenommen wurde. Sein letztes Buch, The Soundless Sahara, wurde 1968 veröffentlicht; laut dem Klappentext lebte Bodley in dieser Zeit in Massachusetts und verbrachte einen Teil seiner Zeit in England oder Frankreich. Er steuerte auch Informationen zu dem Buch The Secret Lives of Lawrence of Arabia von Phillip Knightley und Colin Simpson bei, das von Thomas Nelson 1969 veröffentlicht wurde. Er starb am 26. Mai 1970 in einem Altersheim in Bramley, Surrey.

## Familie
Bodley heiratete am 30. April 1917 Ruth Mary Elizabeth Stapleton-Bretherton auf Heimaturlaub. Mit ihr hatte er einen Sohn, Mark Courtenay Bodley (* 22. Mai 1918). Seine Frau reichte die Scheidung ein, weil Bodley sie betrog und exzessiv trank.  Er widersprach der Eingabe nicht und die Scheidung wurde am 8. Juni 1926 vollzogen. In seinen Memoiren Indiscretions of a Young Man von 1931 erinnert sich Bodley, diese Ehe sei eine „unfortunate action“ (unglückliche Aktion) gewesen, die „die Torheit von jungen Menschen beweist, die nicht auf die Ratschläge ihrer Eltern hören“ („proved the folly of very young people ignoring the advice of their parents“). 1927 heiratete er die Australierin Beatrice Claire Lamb, die er auf Reisen in Nordafrika kennengelernt hatte. Sie erwirkte 1939 die Scheidung. Bodleys Sohn wurde Lieutenant im Royal Armoured Corps und wurde während der Western Desert Campaign in Libyen 1942 getötet; Wind in the Sahara ist ihm gewidmet. Im November 1949 heiratete Bodley die geschiedene Amerikanerin Harriet Moseley; in The Soundless Sahara (1968) schreibt Bodley, dass sie noch verheiratet seien. William Snell schreibt, dass es nur sehr wenig Informationen über Bodleys letzte Jahre gibt, aber er glaubt, dass Bodleys Ehe mit Moseley nicht später als 1969 geschieden wurde.

## Auszeichnungen
- Military Cross in the 1916 Birthday Honours[40]
- Croix de Chevalier der Ehrenlegion vom Präsidenten von Frankreich 1919[41]
- Officer des Ordens vom Schwarzen Stern 1920[42]
- Offizier des Ordens der Krone von Rumänien von Ferdinand I. 1920[43]
- Orden Wen-Hu (4. Klasse, Orden des Gestreiften Tigers) der Republik China 1921[44]

## Werke
Bodley veröffentlichte 18 Bücher:
- Algeria from Within (1927)
- Yasmina: A Story of Algeria (1927)
- Opal Fire (1928)
- Indiscretions of a Young Man (1931)
- The Lilac Troll (1932, Der fliederfarbene Troll)
- A Japanese Omelette (1933)
- Indiscreet travels East (Java, China and Japan) (1934, Indiskrete Reisen im Osten)
- The Drama of the Pacific (1934)
- Admiral Togo (1935)
- Gertrude Bell (1940, mit Lorna Hearst)
- Flight into Portugal (1941)
- Wind in the Sahara (1944)
- The Gay Deserters (1945, Die fröhlichen Deserteure)
- The Messenger (1946, Der Bote)
- The Quest (1947, Die Suche)
- The Warrior Saint (1953, der Krieger-Heilige)
- In Search of Serenity (1955, Auf der Suche nach Gelassenheit)
- The Soundless Sahara (1968, Die geräuschlose Sahara)

### Sekundärliteratur
- Matilda Bailey; Ullin W. Leavell: A World Expanding. American Book Company 1963  oclc=21749342
- Ruth Cranston: World Faith. Ayer Co Pub. 1949. ISBN 978-0-8369-0108-5
- David Dutton: Paris 1918: The War Diary of the British Ambassador, the 17th Earl of Derby. Liverpool University Press 2001. ISBN 978-0-85323-517-0
- Eric. L. Flom: Chaplin in the Sound Era: An Analysis of the Seven Talkies. McFarland & Company 1. April 1997. ISBN 978-0-7864-0325-7
- Mark Glancy: When Hollywood Loved Britain: The Hollywood 'British' Film 1939–1945. Manchester University Press, Oktober 1999. ISBN 978-0-7190-4852-4
- Phillip Knightley; Colin Simpson: The Secret Lives of Lawrence of Arabia. Thomas Nelson & Sons 1969. ISBN 978-0-586-03433-0
- Mark Peattie: Nan'Yo: The Rise and Fall of the Japanese in Micronesia, 1885–1945. University of Hawaii Press 1992. ISBN 978-0-8248-1480-9
- David Robinson: Chaplin: His Life and Art. Grafton 1992. ISBN 978-0-07-053182-6
- Jennifer Speake: Literature of Travel and Exploration: An Encyclopedia Volume 2 G to P, Fitzroy Dearborn Publishers 2003. ISBN 978-1-57958-424-5

| Personendaten    | Personendaten                                                                                 |
| ---------------- | --------------------------------------------------------------------------------------------- |
| NAME             | Bodley, Ronald Victor Courtenay                                                               |
| ALTERNATIVNAMEN  | Bodley, R. V. C.; بودلي، رونالد ڤيكتور كورتناى (arabisch, Israel); بودلي، ر. ف.، و (arabisch) |
| KURZBESCHREIBUNG | britischer Militär und Schriftsteller                                                         |
| GEBURTSDATUM     | 3. März 1892                                                                                  |
| GEBURTSORT       | Paris, Frankreich                                                                             |
| STERBEDATUM      | 26. Mai 1970                                                                                  |
| STERBEORT        | Bramley (Surrey), England                                                                     |